# Plectorhinchus ceylonensis
Plectorhinchus ceylonensis és una espècie de peix de la família dels hemúlids i de l'ordre dels perciformes.

## Morfologia
Els mascles poden assolir els 44 cm de longitud total.

## Distribució geogràfica
Es troba a Sri Lanka.